# پتی رافنر جیکوبز
پتی رافنر جیکوبز (انگلیسی: Patti Ruffner Jacobs؛ ۱۸۷۵ – ۱۹۳۵) (بعضی اوقات با املای متفاوت patty یا patti یا سولون هارولد جیکوبز) متولد شهر بیرمنگم از ایالت آلاباما یک زن طرفدار اعطای حق رای زنان بود.
او در سال ۱۹۷۸ طی تشریفات رسمی به عضویت تالار مشاهیر آلاباما درآمد.